# Culicoides peliliouensis
Culicoides peliliouensis är en tvåvingeart som beskrevs av Tokunaga 1936. Culicoides peliliouensis ingår i släktet Culicoides och familjen svidknott. Inga underarter finns listade i Catalogue of Life.